# يو بيونج اون
يو بيونج اون (بالكورية: 유병언)‏‏ (11 فبراير 1941 في كيوتو - 2014 في سون تشون) مصور، وشخصية أعمال من كوريا الجنوبية.